# 容许污染负荷量

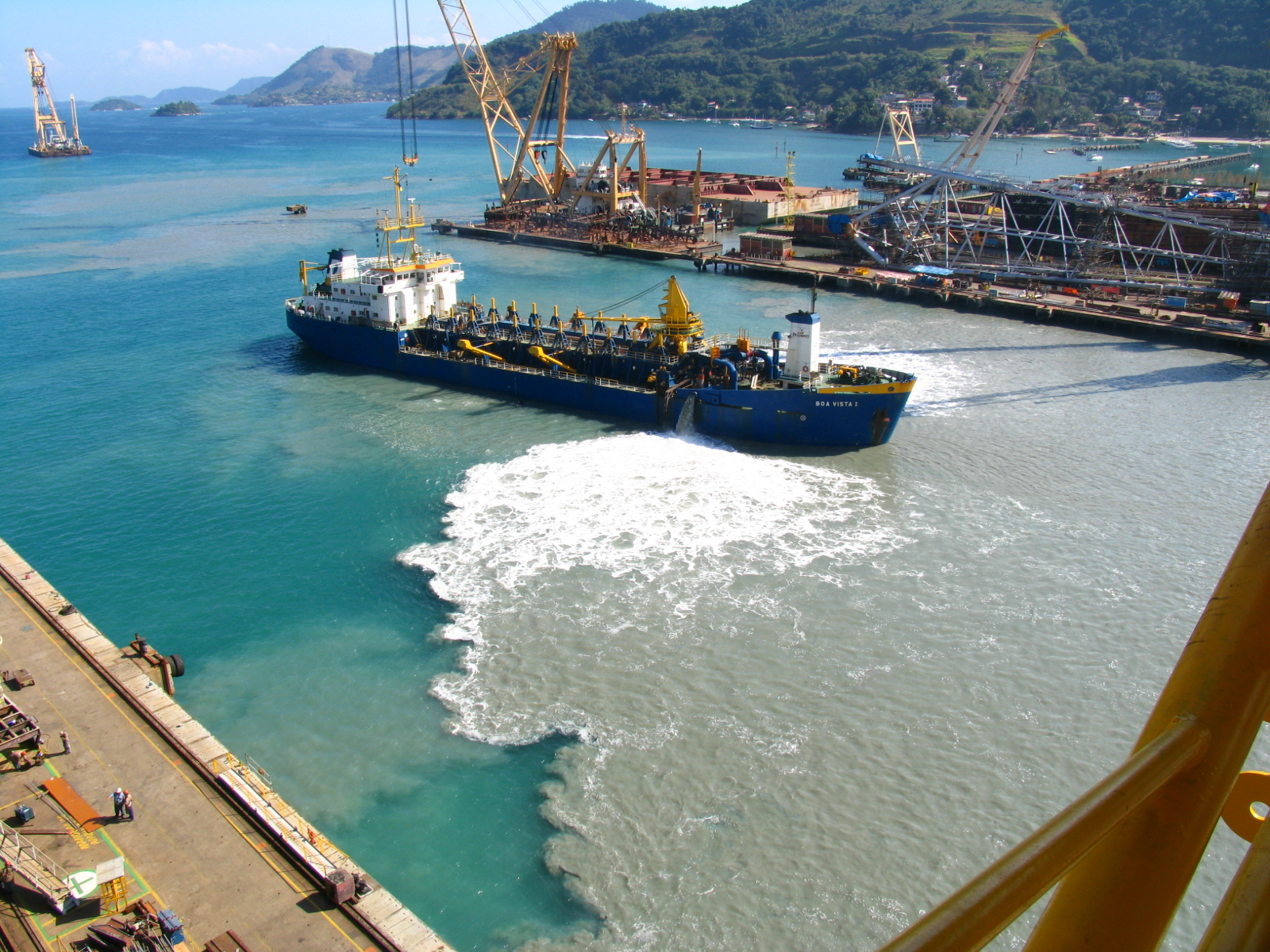
一个正在经受污染的巴西港口

容许污染负荷量，又称纳污容量、纳污能力，是指为维持河流、湖泊、水库等水体水功能，要求的某种水环境质量所容许承受的污染物质总量。

## 水体

### 河流
影响河流纳污容量的主要因素包括：河段上断面污染物的初始浓度（{\displaystyle C_{0}}）及其随时间（{\displaystyle t}）的变化；河段水质标准及水功能特征、河流的自净作用、排污点位置、排污流量、排放方式等。河流容许污染负荷量有不同计算方式，以下是假设特定条件的简便计算公式：
假设最大容许纳污容量（{\displaystyle W_{max}}）计算公式适用于河流两段排污口连续均勾密布的情况，计算公式为：
{\displaystyle W_{max}=(C_{N}Q_{N}-C_{0}Q_{0})+({\frac {Q_{0}+Q_{N}}{2}}C_{N}K{\frac {X}{u}})}
其中，{\displaystyle C_{N}}水环境质量（对某种污染物质）标淮浓度值；{\displaystyle Q_{0}}和{\displaystyle Q_{N}}分别为河段初始和终点流量值；K为某污染物质单位时间的衰减系数；{\displaystyle C_{0}}为河段初始的污染物质浓度；{\displaystyle X}为河段长度；{\displaystyle u}为河段平均流速。

单排污口纳污容量计算公式适用于计算河段上的两岸徘污口只有一个，并假设其位于河段下断面附近处的情况，计算公式为：
{\displaystyle W_{max}=Q_{0}({\frac {C_{N}}{\propto }}-C_{0}e^{-k{\frac {X}{u}}})}
{\displaystyle \propto ={\frac {Q_{0}}{Q_{0}+q}}}
其中，{\displaystyle W_{max}}为单点纳污容量；{\displaystyle \propto }为稀释流量比；{\displaystyle q}为排污流量；其他符号意义同前。
如将水污染物的衰减概化为线性处理，即在河段较短时，也可使用：
{\displaystyle W_{max}=Q_{0}({\frac {C_{N}}{\propto }}-C_{0})+KC_{0}({\frac {XQ_{0}}{u}})}
对不易降解又不沉淀和再悬浮的溶质，其K=0，则可简化为：
{\displaystyle W_{max}=C_{N}(Q_{0}+q){\propto }-C_{0}Q_{0}}
多排污口纳污容量计算公式适用于计算河段两岸有不连续若干个排污口的状况，计算公式为：
{\displaystyle W_{max}=(C_{N}-CO)Q_{0}+Q_{0}C_{0}(1-e^{-k_{0}{\frac {X_{0}}{u_{0}}}})+C_{N}\sum _{i=1}^{n}q_{i}+C_{N}\sum _{i=1}^{n-1}Q_{i}(1-e^{-k_{i}{\frac {X_{i}}{u_{i}}}})}
式中，{\displaystyle x_{0}}、{\displaystyle u_{0}}和{\displaystyle k_{0}}分别为河段初始断面至第1个排污口的河段长、平均流速利某污染物质的衰减系数；{\displaystyle x_{i}}，{\displaystyle u_{i}}和{\displaystyle K_{i}}，分别为第1个排污口至第2个直至第n个 (i= 1,2,…,n) 排污口的河段长、平均流速和某污染物衰减系数。
计算河流容许污染负荷量，须首要确定水污染情况下的河流设计安全流量，作为计算公式的河段流量值，从而确定河流平均流速等。对河流设计安全流量一般采用频率为90%或95%的年最枯月平均流量，或连续最枯7d平均流量（通过水文计算方法推得）。水污染物的衰减系数，则与一般水质模型的计算方法相同。

## 湖泊
湖泊容许污染负荷量的计算，是根据湖泊水质模型方程反推而求得的，即根据湖泊中污染物质平衡的原则，进入湖泊的污染物质总量减去排出的污染物质总量。其分成完全混合型和非均衡混合型两种。
难降解物的许污染负荷量为：
{\displaystyle W_{max}={\frac {1}{\Delta t}}(C_{s}-C_{0})V+C_{s}Q}
易降解物的许污染负荷量为：
{\displaystyle W_{max}={\frac {1}{\Delta t}}(C_{s}-C_{0})V+KC_{s}V+C_{s}Q}
其中{\displaystyle W_{max}}为湖泊最大容许污染负荷量，{\displaystyle g/d}；{\displaystyle \Delta t}为湖泊维持其设计安全水量的天数；{\displaystyle C_{s}}为湖泊水环境质量标准浓度，{\displaystyle C_{0}}为湖泊起始时期实测污染物浓度，{\displaystyle V}为湖泊设计水量，{\displaystyle K}为易降解污染物的衰减系数；{\displaystyle Q}为湖泊的流出水量。确定湖泊设计水量，通常选择近10年的最低月平均水位情况的湖泊容量。

## 水库
水库容许污染负荷量是指为维持水库一定定水环境质量所容许其承受的污染物总量。它的计算，是根据水库水质模型方程反推而求得，即根据水库中污染物质平衡的原理，某一时段经各种途径进入水库的污染物质总量，减去经各种途径从水库中排出的污染物质总量，即为该时段水库内污染物质的储量。
水库承担长期调解任务时，特征与湖泊相近，水质模型可采用湖泊容许污染负荷量标准。而水库为短期调节任务时，水库的水流特性和环境特性与河流相近，其容许污染负荷的计算，可参见河流容许污染负荷量。